# Cappella musicale di San Petronio
La cappella musicale arcivescovile di San Petronio è il coro polifonico della basilica di San Petronio a Bologna.

## Storia
Fondata nel 1436 da papa Eugenio IV, nel giro di un secolo si afferma come una delle più importanti istituzioni musicali nell'ambito della rinascita delle forme musicali e della polifonia avvenuta in ambito rinascimentale. Nel 1530 presenzierà nella Basilica alla solenne cerimonia di incoronazione dell'imperatore Carlo V.
Nei due secoli successivi la cappella sperimenta e perfeziona le importanti innovazioni che in quel tempo si affacciavano nel campo della musica sacra: la pratica dei cori battenti, di importazione veneziana, e lo stile concertato, di matrice lombarda.
Il momento di massimo splendore dell'istituzione, invece, coincide con la nomina a maestro direttore di Maurizio Cazzati, nel 1657, figura che contribuì non poco ad ampliare la fama e le capacità della formazione, facendole assumere i tratti che poi rimarranno caratteristici: stile monumentale, drammatico, quasi teatrale, unito da una sopraffine tecnica vocalica. Anche i successori del Cazzati, Giovanni Paolo Colonna e Giacomo Antonio Perti, confermeranno brillantemente l'indirizzo già intrapreso.
Mentre già operavano in pianta stabile, accanto ai cantori, un nutrito gruppo di strumentisti, tra il XVII e il XVIII secolo si assiste alla nascita di nuove forme strumentali, tra le quali spicca il Concerto grosso. In questo periodo, tra gli strumentisti operanti in cappella si annoverano Maestri del calibro di Petronio Franceschini, Domenico Gabrielli, Giuseppe Maria Jacchini, Giovanni Battista Vitali, Giuseppe Torelli, Lorenzo Gaetano Zavateri e Francesco Manfredini.
L'Otto e Novecento segnano un lungo periodo di decadenza e crisi per la formazione, in linea col poco consolante panorama della musica sacra italiana, crisi che vede il proprio culmine con la disgregazione della cappella.
Nel 1984 l'antica istituzione viene ricostituita, con lo scopo di riprendere una risalente tradizione e valorizzare lo sterminato patrimonio della musica in San Petronio. Nel 1996 il cardinale Giacomo Biffi le conferisce il titolo di "arcivescovile".